# Festival Internacional de Cine de Venecia de 2002
La 59.ª edición del Festival Internacional de Cine de Venecia tuvo lugar entre el 27 de agosto y el 6 de septiembre de 2002.

## Jurados
Las siguientes personas fueron seleccionadas para formar parte del jurado de esta edición:
Jurado de la sección oficial (Venezia 59)
- Li Gong (China) (Presidente)
- Jacques Audiard (Francia)
- Yevgeny Yevtushenko (Rusia)
- Ulrich Felsberg (Alemania)
- László Kovács (Hungría)
- Francesca Neri (Italia)
- Yeşim Ustaoğlu (Turquía)

Controcorrente

Las siguientes personas fueron seleccionada para dar el Premio San Marco Prize a la mejor película, El Premio Special Director, El Premio Upstream al Mejor actor y mejor actriz:
- Ghassan Abdul Khalek (Presidente)
- Catherine Breillat
- Peggy Chiao
- Klaus Eder
- Enrico Ghezzi

Premio Luigi De Laurentiis a la mejor ópera primaː
- Katinka Faragó (Presidente)
- Reinhard Hauff
- Derek Malcolm
- Paolo Virzì
- Eva Zaoralova

## Selección oficial

### En Competición
Las películas siguientes compitieron para el León de Oro:
| Título en España             | Título original           | Director(es)        | País           |
| ---------------------------- | ------------------------- | ------------------- | -------------- |
| Un monde presque paisible    | Un monde presque paisible | Michel Deville      | Francia        |
| El beso del oso              | Bear's Kiss               | Sergei Bodrov       | Alemania       |
| The Best of Times            | Měilì Shíguāng            | Chang Tso-chi       | Taiwán         |
| Negocios ocultos             | Dirty Pretty Things       | Stephen Frears      | Reino Unido    |
| Dolls                        | Dōruzu                    | Takeshi Kitano      | Japón          |
| Lejos del cielo              | Far from Heaven           | Todd Haynes         | Estados Unidos |
| Frida                        | Frida                     | Julie Taymor        | Estados Unidos |
| Führer Ex                    | Führer Ex                 | Winfried Bonengel   | Alemania       |
| La casa de los engaños       | Dom durakov               | Andrei Konchalovsky | Rusia          |
| Un viaje llamado amor        | Un viaggio chiamato amore | Michele Placido     | Italia         |
| Julie vuelve a casa          | Julie Walking Home        | Agnieszka Holland   | Alemania       |
| Las hermanas de la Magdalena | The Magdalene Sisters     | Peter Mullan        | Irlanda        |
| El hombre del tren           | L'Homme du train          | Patrice Leconte     | Francia        |
| Velocità massima             | Velocità massima          | Daniele Vicari      | Italia         |
| Ma voix                      | Nha fala                  | Flora Gomes         | Portugal       |
| Desnudos                     | Nackt                     | Doris Dörrie        | Alemania       |
| Lo más cercano al cielo      | Au plus près du paradis   | Tonie Marshall      | Francia        |
| Oasis                        | Oasiseu                   | Lee Chang-dong      | Corea del Sur  |
| La forza del passato         | La forza del passato      | Piergiorgio Gay     | Italia         |
| Camino a la perdición        | Road to Perdition         | Sam Mendes          | Estados Unidos |
| El rastro                    | The Tracker               | Rolf de Heer        | Australia      |

### Fuera de competición
Las películas siguientes fueron seleccionadas para ser exhibidas fuera de competición:
Largometrajes
| Título en español | Título original | Director(es) | País                |
| --- | --- | --- | ------------------- |
| Entre extraños | Between Strangers | Edoardo Ponti | Canadá              |
| Deuda de sangre | Blood Work | Clint Eastwood | Estados Unidos      |
| La boîte magique | La boîte magique | Ridha Behi | Túnez               |
| Pasos de baile | Pasos de baile | John Malkovich | España              |
| Johan Padan a la descoverta de le Americhe | Johan Padan a la descoverta de le Americhe | Giulio Cingoli | Italia              |
| K-19: The Widowmaker | K-19: The Widowmaker | Kathryn Bigelow | Estados Unidos      |
| My Name Is Tanino | My Name Is Tanino | Paolo Virzì | Italia              |
| Naqoyqatsi | Naqoyqatsi | Godfrey Reggio | Estados Unidos      |
| El juego de Ripley | Ripley's Game | Liliana Cavani | Italy, UK, USA      |
| \| Ten Minutes Older: The Cello (colección de cortos) \| \| \| • About Time 2 \| Mike Figgis \| \| • Histoire d'eau \| Bernardo Bertolucci \| \| • One Moment \| Jirí Menzel \| \| • Ten Minutes After \| István Szabó \| \| • Vers Nancy \| Claire Denis \| \| • The Enlightenment \| Volker Schlöndorff \| \| • Addicted to the Stars \| Michael Radford \| \| • Dans le noir du temps \| Jean-Luc Godard \| | \| Ten Minutes Older: The Cello (colección de cortos) \| \| \| • About Time 2 \| Mike Figgis \| \| • Histoire d'eau \| Bernardo Bertolucci \| \| • One Moment \| Jirí Menzel \| \| • Ten Minutes After \| István Szabó \| \| • Vers Nancy \| Claire Denis \| \| • The Enlightenment \| Volker Schlöndorff \| \| • Addicted to the Stars \| Michael Radford \| \| • Dans le noir du temps \| Jean-Luc Godard \| | \| Ten Minutes Older: The Cello (colección de cortos) \| \| \| • About Time 2 \| Mike Figgis \| \| • Histoire d'eau \| Bernardo Bertolucci \| \| • One Moment \| Jirí Menzel \| \| • Ten Minutes After \| István Szabó \| \| • Vers Nancy \| Claire Denis \| \| • The Enlightenment \| Volker Schlöndorff \| \| • Addicted to the Stars \| Michael Radford \| \| • Dans le noir du temps \| Jean-Luc Godard \| | UK, Germany, France |
| Ten Minutes Older: The Cello (colección de cortos) | | |                     |
| • About Time 2 | Mike Figgis | |                     |
| • Histoire d'eau | Bernardo Bertolucci | |                     |
| • One Moment | Jirí Menzel | |                     |
| • Ten Minutes After | István Szabó | |                     |
| • Vers Nancy | Claire Denis | |                     |
| • The Enlightenment | Volker Schlöndorff | |                     |
| • Addicted to the Stars | Michael Radford | |                     |
| • Dans le noir du temps | Jean-Luc Godard | |                     |

### Corto Cortissimo
Los siguientes cortometrajes fueron exhibidas en la sección de Corto Cortissimo:
| Título original            | Director         | País          |
| -------------------------- | ---------------- | ------------- |
| Clown                      | Irina Efteeva    | Rusia         |
| Kalózok szeretöje'         | Zsofia Péterffy  | Hungría       |
| Little Dickie              | Anita McGee      | Reino Unido   |
| Pending                    | Anna Tow         | Australia     |
| Redial                     | Michelle Amas    | Nueva Zelanda |
| Rossofango                 | Paolo Ameli      | Italia        |
| Tarjeta roja               | Elena Vilallonga | España        |
| Solitaire                  | Thor Bekkavik    | Noruega       |
| Tempo                      | Per Carleson     | Suecia        |
| Tu devrais faire du Cinéma | Michel Vereecken | Bélgica       |

### Controcorriente
Una selección oficial que destacan por su "intento de innovación, originalidad creativa o lenguaje cinematográfico alternativo" 
| Título español                    | Título original                   | Director(es)                | País de producción |
| --------------------------------- | --------------------------------- | --------------------------- | ------------------ |
| Full Frontal                      | Full Frontal                      | Steven Soderbergh           | Estados Unidos     |
| Public Toilet                     | Hwajangshil eodieyo?              | Fruit Chan                  | Corea del Sur      |
| Ken Park                          | Ken Park                          | Larry Clark, Edward Lachman | Estados Unidos     |
| L'anima gemella                   | L'anima gemella                   | Sergio Rubini               | Italia             |
| La virgen de la lujuria           | La virgen de la lujuria           | Arturo Ripstein             | México             |
| Lilja 4-ever                      | Lilja 4-ever                      | Lukas Moodysson             | Suecia             |
| Lilly's Story                     | Lilly's Story                     | Roviros Manthoulis          | Grecia             |
| Musikk for bryllup og begravelser | Musikk for bryllup og begravelser | Unni Straume                | Suecia             |
| Nizhalkuthu (Shadow Kill)         | Nizhalkuthu (Shadow Kill)         | Adoor Gopalakrishnan        | India              |
| Nuomos sutartis                   | Nuomos sutartis                   | Kristijonas Vildziunas      | Lituania           |
| Poniente                          | Poniente                          | Chus Gutiérrez              | España             |
| A Snake of June                   | Rokugatsu no hebi                 | Shinya Tsukamoto            | Japón              |
| Rosa la China                     | Rosa la China                     | Valeria Sarmiento           | Cuba               |
| Un homme sans l'Occident          | Un homme sans l'Occident          | Raymond Depardon            | Francia            |
| Viernes noche                     | Vendredi Soir                     | Claire Denis                | Francia            |
| Primavera en un lugar pequeño     | Xiao cheng zhi chun               | Tian Zhuangzhuang           | China              |
| El arma perdida                   | Xun qiang                         | Lu Chuan                    | China              |
| Women's Prison                    | Zendan-e zanan                    | Manijeh Hekmat              | Irán               |

### Nuovi Territori
Las siguientes películas fueron seleccionados para la sección Nuovi Territori:
| Título original                                                                 | Director(es)                     | País de producción |
| ------------------------------------------------------------------------------- | -------------------------------- | ------------------ |
| Goldfish game                                                                   | Jan Lauwers                      | Bélgica            |
| Black Tape: A Tehran Diary, the Videotape Fariborz Kambari Found in the Garbage | Fariborz Kamkari                 | Irán               |
| The River                                                                       | Aleksei Balabanov                | Rusia              |
| Anti-dialectic                                                                  | Kim Gok, Kim Sun                 | Corea del Sur      |
| Hongqi piao                                                                     | Hongxiang Zhou                   | China              |
| Lei                                                                             | Tonino De Bernardi               | Italia             |
| Luparella                                                                       | Giuseppe Bertolucci              | Italia             |
| Aprimi il cuore                                                                 | Giada Colagrande                 | Italia             |
| K                                                                               | Shoja Azari                      | Irán               |
| Vecchie                                                                         | Daniele Segre                    | Italia             |
| Nebo. Samolyot. Devushka.                                                       | Vera Storozheva                  | Rusia              |
| Sudijata                                                                        | Zaneta Vangeli                   | Macedonia          |
| Aiki                                                                            | Daisuke Tengan                   | Japón              |
| Rocha que Voa                                                                   | Eryk Rocha                       | Brasil             |
| Kuang wu you yu                                                                 | Lin Tay-jou                      | Taiwán             |
| Blessed                                                                         | Rachel Douglas                   | Nueva Zelanda      |
| London Orbital                                                                  | Christopher Petit, Iain Sinclair | Reino Unido        |

## Secciones independientes

### Semana Internacional de la Crítica
Las películas siguientes fueron seleccionadas para la 18.ª Semana Internacional de la Crítica del Festival de Cine de Venecia:
| Título en España             | Título original       | Director(es)                      | País    |
| ---------------------------- | --------------------- | --------------------------------- | ------- |
| Due Amici                    | Due Amici             | Spiro Scimone, Francesco Sframeli | Italia  |
| The Exam                     | Emtehan               | Nasser Refaie                     | Irán    |
| Woman of Water               | Mizu no onna          | Hidenori Sugimori                 | Japón   |
| Somewhere Over the Dreamland | Meng huan bu luo      | Cheng Wen-tang                    | Taiwán  |
| Cosas de hombres             | Roger Dodger          | Dylan Kidd                        | EE. UU. |
| Un honnête commerçant        | Un honnête commerçant | Philippe Blasband                 | Francia |
| The Kite                     | Zmej                  | Aleksej Muradov                   | Rusia   |

## Retrospectivas
Falce, martello e fascio (1932-1942)
Retrospectiva sobre del cine de la Europa del Este entre 1932 y 1942.
| Título español        | Título original          | Año  | Director(es)         |
| --------------------- | ------------------------ | ---- | -------------------- |
| The Merry Wives       | Cech panen kutnohorských | 1938 | Otakar Vávra         |
| People on the Alps    | Emberek a havason        | 1942 | István Szöts         |
| El nuevo Gulliver     | Novyy Gulliver           | 1935 | Aleksandr Ptushko \| |
| Chelyuskin            | Chelyuskin               | 1934 | Yakov Poselsky       |
| Okraina               | Okraina                  | 1938 | Boris Barnet         |
| El camino de la vida  | Putyovka v zhizn         | 1931 | Nikolai Ekk          |
| Bola de sebo          | Pyshka                   | 1934 | Mikhail Romm         |
| Los alegres muchachos | Vesyolye rebyata         | 1934 | Grigori Aleksandrov  |
| Zem spieva            | Zem spieva               | 1933 | Karel Plicka         |

Retrospectiva de Michelangelo Antonioni
| Título en español               | Título original                 | Año  |
| ------------------------------- | ------------------------------- | ---- |
| Más allá de las nubes           | Al di là delle nuvole           | 1995 |
| Caro Antonioni                  | Caro Antonioni                  | 1995 |
| China                           | Chung Kuo - Cina                | 1972 |
| Antonioni visto da Antonioni    | Antonioni visto da Antonioni    | 1978 |
| Blowup                          | Blowup                          | 1966 |
| Crónica de un amor              | Cronaca di un amore             | 1950 |
| Fare film è per me vivere       | Fare film è per me vivere       | 1995 |
| Fotorromanza                    | Fotorromanza                    | 1984 |
| Gente del Po                    | Gente del Po                    | 1947 |
| Identificación de una mujer     | Identificazione di una donna    | 1982 |
| El desierto rojo                | Il deserto rosso                | 1964 |
| El grito                        | Il grido                        | 1957 |
| El misterio de Oberwald         | Il Mistero di Oberwald          | 1980 |
| Tres perfiles de mujer          | I tre volti                     | 1965 |
| Los vencidos                    | I vinti                         | 1963 |
| 12 registi per 12 città         | 12 registi per 12 città         | 1989 |
| La funivia del faloria          | La funivia del faloria          | 1950 |
| L'amorosa menzogna (corto)      | L'amorosa menzogna (corto)      | 1949 |
| La noche                        | La notte                        | 1961 |
| La señora sin camelias          | La Signora Senza Camelie        | 1953 |
| La villa dei mostri (corto)     | La villa dei mostri (corto)     | 1949 |
| La aventura                     | L'avventura                     | 1960 |
| Las amigas                      | Le amiche                       | 1955 |
| El eclipse                      | L'eclisse                       | 1962 |
| N.U. (Nettezza Urbana) (corto)  | N.U. (Nettezza Urbana) (corto)  | 1948 |
| El reportero                    | Professione: Reporter           | 1975 |
| Ritorno a lisca bianca          | Ritorno a lisca bianca          | 1982 |
| Roma                            | Roma                            | 1990 |
| Sette canne, un vestito (corto) | Sette canne, un vestito (corto) | 1949 |
| Superstizione (corto)           | Superstizione (corto)           | 1948 |
| Amor en la ciudad               | L'amore in città                | 1953 |
| Zabriskie Point                 | Zabriskie Point                 | 1975 |

## Premios

### Sección oficial-Venecia 59
Las siguientes películas fueron premiadas en el festival:
- León de Oro a la mejor película: Las hermanas de la Magdalena de Peter Mullan
- Premio especial del Jurado: La casa de los engaños de Andrei Konchalovsky
- León de Plata a la mejor dirección: Oasis de Lee Chang-dong
- Premio a la excelente contribución individual: Edward Lachman, director de fotografía por Lejos del cielo
- Copa Volpi al mejor actor: Stefano Accorsi por Un viaje llamado amor
- Copa Volpi a la mejor actriz: Julianne Moore por Lejos del cielo
- Premio Marcello Mastroianni al mejor actor o actriz revelación: Moon So-ri por Oasis
- Premio Luigi De Laurentiis:
  - Due amici por Francesco Sframeli y Spiro Scimone
  - Cosas de hombres de Dylan Kidd
- León de Oro a la trayectoria: Dino Risi

Corto Cortissimo
- Léon de plata al mejor cortometraje: Clown de Irina Efteeva

Mención especial al mejor corto europeo: Per Carleson por Tempo
- Premio UIP al mejor corto europeo:  Kalózok szeretöje de Zsofia Péterffy
- Best Short Film: 11'09"01 September 11 de Ken Loach

### Otros premios
Las siguientes películas fueron premiadas en otros premios de la edición: 
- Premio FIPRESCI:
  - Venezia 59: Oasis de Lee Chang-dong
  - Sección paralela: Cosas de hombres de Dylan Kidd
- San Marco Prize:
  - Tian Zhuangzhuang por Primavera en un lugar pequeño
  - Premio especial del Jurado: A Snake of June de Shinya Tsukamoto

Mención especial: La virgen de la lujuria de Arturo Ripstein
Mención especial: Public Toilet de Fruit Chan
- Premio de la audienciaː 
  - Mejor película: El hombre del tren de Patrice Leconte
  - Mejor Actor: Jean Rochefort por El hombre del tren
  - Mejor actriz: Julianne Moore por Lejos del cielo
- Premio SIGNIS: Oasis de Lee Chang-dong

Mención especial: Lejos del cielo de Todd Haynes
Mención especial:The Tracker de Rolf de Heer
- Premio Don Quixote: Cosas de hombres de Dylan Kidd
- Premio UNICEF: La casa de los engaños de Andrei Konchalovsky
- Premio UNESCO: 11'09"01 September 11 (Samira Makhmalbaf, Claude Lelouch, Youssef Chahine, Danis Tanović, Idrissa Ouedraogo, Ken Loach, Alejandro González Iñárritu, Amos Gitaï, Mira Nair, Sean Penn y Shōhei Imamura)
- Premio Pasinetti: Velocità massima de Daniele Vicari

Mención especial: Valerio Mastandrea) por Velocità massima
- Premio Pietro Bianchi: Sophia Loren
- Premio Isvemaː Due amici por Francesco Sframeli y Spiro Scimone
- Premio FEDIC: Velocità massima de Daniele Vicari
- Leoncino d'Oro: Behind the Sun de Walter Salles y Arthur Cohn
- Premio Wella: Violante Placido y Valentina Cervi por L'anima gemella
- Future Film Festival Digital Award: Deuda de sangre de Clint Eastwood

Mención especial: My Name Is Tanino de Paolo Virzì
- Premio Laterna Magica: Nha Fala de Flora Gomes
- Premio Sergio Trasatti: Negocios ocultos de Stephen Frears
- Premio Rota Soundtrack: Alberto Iglesias por Pasos de baile
- Premio Mimmo Rotella Foundation: Frida de Julie Taymor
- Premio Kinematrix:
  - Feature Films: Goldfish Game de Jan Lauwers
  - Otros formatos: A Snake of June de Shinya Tsukamoto
- Premio especial de dirección: Lee Chang-dong por Oasis